# OUT PITCH
『OUT PITCH』（アウト ピッチ）は、渡辺保裕による日本の漫画作品。『週刊コミックバンチ』（新潮社）にて、2007年18号から2008年23号まで連載された。単行本は全5巻が新潮社より発売されている。

## 概要
『ワイルドリーガー』、『熱球時代』に次ぐ、渡辺保裕の野球漫画。東京ヤクルトスワローズを舞台とし、神宮球場だけでなく二軍本拠地である戸田球場や寮周辺も忠実に描写されているのも見所の一つである。タイトル「OUT PITCH」とは、投手の決め球、ウィニングショットの意。なお、本作には実在選手は一切登場せず、全員オリジナルの選手である。また、巨人に至っては、チーム自体が登場しない。

## あらすじ
かつて、リトルリーグで天才ピッチャーと呼ばれた幸村風児は、同じチームのキャッチャーで幼馴染である水面直と共にプロ入りを目指していたが、直の死により目標を失い、失意の日々を送っていた。しかし、直が風児に内緒で産み育てた息子・風人に出会うことで再び熱意を取り戻し、プロ入りを目指すようになった。そして、風児はなんとか東京ヤクルトスワローズの育成選手として入団し、直と共に目指した目標であったプロ野球選手となる。

## 登場人物

### 主要人物
幸村 風児（こうむら ふうじ） 東京ヤクルトスワローズ
投手。背番号117→97→17、右投げ左打ち。23歳。東京都葛飾区新小岩出身。
本作の主人公。リトルリーグ時代は天才と呼ばれ、幼馴染で将来を約束し合った恋人・水面直とプロ入りを目指していたが、高校では無名でドラフトにかからず、唯一推薦のあった関西の新大阪大に進学するも、直の突然の死により目標を失う。しかし、息子風人と出会うことで再びプロ入りを目指すようになり、大学の入替戦で好リリーフを見せたことがヤクルトのスカウトの目に止まり、育成枠で入団する。その後、ヤクルトのエースナンバー「17」を背負い、10年連続開幕投手を務めるまでになる。
プレースタイルとしては、リトルリーグ時代からスカウトに美しいと評されたフォームから、140キロ中盤から150キロ代のストレート、MAX140キロで鋭く落ちる高速ドロップ（ハードカーブ）、さらにプロ入り後に覚えたツーシームを投げ込む。ストレートとドロップで腕の振りに違いがあるという欠点があったが、試合中はおろか、指摘された直後であるイニング中にその欠点を修正してのける高い適応能力も備えている。また、かつて稲尾和久も持っていた、第三者視点で自分のピッチングしている姿が見え、投球中にもう一人の自分が指示を出すという独特の感覚を身につけるようになる。劇中、ZETT社の道具を使用していた。
水面 直（みなも すなお）
捕手、右投右打、享年18。
風児の幼馴染で、同じリトルリーグのチームでバッテリーを組んでおり、風児がプロ野球選手となることを、何よりも夢見ていた。弱気な風児を常に支え、「自信は幸運を呼び、幸運は勝利を呼ぶ」とアドバイスして引っ張る、まさに女房役であり、その後風児と恋仲となり、将来を誓い合うも、不慮の事故でこの世を去る。密かに息子・風人を身ごもっており、出産していたが、風児に迷惑をかけまいと内緒にしていた。
江神 攻（えがみ せめる） 阪神タイガース
三塁手、背番号22、右投右打、23歳。東京都三鷹市出身。
若くして阪神の四番に座る男。リトル時代に風児に敗れて以来、意識していたが、プロ入り後再会した風児と対戦し、完膚なきまでに打ちのめし失望するも、その後、成長した風児と互角に勝負できるようになったことで、ライバルと認めるようになる。飽くなき向上心を持つ完璧主義者であり、そのために3000万円もする最新の打撃マシーンと、そのための練習場を年間契約し、さらにアメリカからわざわざデータ発注の依頼もするほど。それゆえに、自分の成績のみ固執するきらいがあり、田宮から猛虎の歴史に残る大打者と評されながら、四番は勝敗の全責任を負うべきであると考える田宮に、四番としての自覚が足りないことを指摘され、改心することで真の四番打者となる。13年後、メジャーリーグ挑戦。
幸村 風人（こうむら ふうと）
投手、背番号97、右投左打、5歳。
風児と直の間に生まれた息子。直亡き後の風児に再び希望を与えた心の支えである。13年後、ヤクルトにドラフト1位で入団し、父がかつて背負っていた背番号を背負う。

### 東京ヤクルトスワローズ
久須美 紳一郎（くすみ しんいちろう）
監督、背番号50、42歳。
スワローズの監督。ジェントルマンな風貌で、ダッグアウトでは常にヤクルト製品を口にしている。起用方針としては、敗戦処理で若手に経験を積ませても成長しないと考え、勝ちゲーム、接戦でも積極的に若手を起用させる采配を信条としている。また、選手たちと共に戦う姿勢を示すため、試合に出場しない監督の身でありながら、ベンチでスパイクを着用している。
敷島 瑞穂（しきしま みずほ）
投手、右投右打、背番号17、35歳。
通称「鬼腕」と呼ばれ、スワローズのエースナンバー17を背負うエース。普段は穏やかな人柄だが、一度マウンドに上がると、ブラッシュボールを容赦なく投げ、挙げ句、「避けるほどのボールか!」と吠えるなど、性格が一変することから、鬼腕と呼ばれているが、毎年年間200イニングをこなし、先発ローテを守り続けるタフさにも由来している。遠征先のホテルと個人契約し、トレーニングルームに改造、長く現役を続けるために徹底的に体のケアを欠かさないなど、高いプロ意識の持ち主でもある。風児にエースとしての心得を言い聞かせるなど、後継者としての期待を寄せている。通算成績158勝、129敗、防御率3.65。
蔭山 良男（かげやま よしお）
投手、左投左打、背番号49、28歳。
佐世保農工高卒業後、ドラフト4位でスワローズ入団。3年目に一軍昇格し、主に左のワンポイントで活躍するも、2年前に肘を痛め、2軍調整中。多彩な変化球を駆使し、その変化球はどれも平均以上で、どの球種でもストライクが取れるという器用さを誇る。実家佐世保に、妻と10歳の息子を残して単身赴任。
風児とは、プロに入って最初に面倒を見てもらった先輩でもあり、1軍昇格の椅子を争った競争相手でもあった。昇格争いに敗れたことで引退を決意したが、久須美に必要な戦力であると慰留され、現役続行。その後、587登板し引退、引退後は、実家で農家を営んでいる模様。
吉岡 陶冶（よしおか とうや）
投手、左投左打、背番号34、23歳。
サイド気味のスリークォーターから、ストレートとツーシームを武器とする、スワローズのクローザー。横浜実業高からドラフト1位で入団し、2年目に2勝15セーブを挙げ、以降クローザーに定着。ニックネームはナスティボーイ（悪童）で、彼がマウンドに上がるイニングは、勝利へのカウントダウン「トーヤタイム」と呼ばれる。右腕に故障を抱えていたが、叔父の敏男から強い影響を受け、細く長い選手人生よりもこの一瞬を生きることを選び、マウンドに上がり続けた。風児とは同世代にあたり、育成出身で子持ちルーキーである風児をプロとしての自覚が足りないと見下していたが、その後、実力を認め合う仲となる。
武田 アラキ（たけだ アラキ）
三塁手、右投右打、背番号43、35歳。
通算300本塁打を誇る、スワローズの4番兼チームリーダー。七三分けにサングラスと、いかにもなコワモテの出で立ちをしているが、スワローズをチーム一愛する熱い男。ボトムハンドである左手の引きが強いプルヒッターであることから、「悪魔の左手」の異名を取る。
ハンサム・レイス
捕手、右投左打、背番号8、36歳。
かつてメジャーでは「ミスターブロック」と称されていた、スワローズの正捕手。助っ人でありながら日本語を話し、難なく投手とコミュニケーションが取れ、また、来日以来、何十冊もノートを取っているなど、勤勉な姿勢で日本球界に順応している。風児には、不慣れな一軍のマウンドで思い切って投げられるように助言をしたり、ツーシームを伝授するなど、成長に大きく貢献した。
上野 正平（うえの しょうへい）
投手兼コーチ、右投右打、背番号59、40歳。
選手兼任コーチで、専ら出番は敗戦処理であるが、これは若手を接戦で登板させて育成させたい久須美の起用方針から、本来なら若手の仕事である敗戦処理を引き受けている。顔および名前、長身な風貌とモデルは馬場正平。
野村 浩次（のむら こうじ）
ブルペン捕手、右投左打、背番号79、29歳。
元はドラフト2位の強肩強打の捕手で、即戦力として期待されていたが、オープン戦で盗塁阻止の際に送球を上野の頭にぶつけてしまったのがきっかけで、イップスとなり、さらに肩と膝も故障してしまい、1軍に出場することなく解雇されてしまうが、キャンプ中、ブルペンで率先してボールを何千球も受け、後輩にアドバイスする、生まれついての捕手気質を評価した上野の推薦もあり、ブルペン捕手に転向する。その後、未完成であった風児をマンツーマンで指導し、1人前に育て上げ、再び1軍へ送り出した。13年後、2軍監督となる。
竹元 吹雪（たけもと ふぶき）
投手、左投左打、背番号、23歳。
風児と同じ新大阪大学から、ドラフト1位で入団した即戦力。大学時代は3部だった新大阪大を1部昇格にまで導いた立役者ということもあり、すっかり天狗となり、ビッグマウスを連発していた。風児とは同じ大学のチームメイトであったが、4年間二軍で過ごした風児とは面識はほとんどなく、ただの二軍と見下していたが、プロ入り後は全く通用せず、育成から這い上がった風児と立場が逆転してしまう。13年後も台湾球界で現役を続けている。
茂木 了介（もてぎ りょうすけ）
スワローズスカウト部長、元内野手。リトル時代から風児のピッチングに惚れ、その才能を買っており、久須美に風児獲得を進言した。後に一軍ヘッドコーチとなる。

### 阪神タイガース
田宮 次郎長（たみや じろちょう）
監督、背番号3、71歳。
阪神の監督を30年務め、さらに選手時代を含めれば50年近く球界に携わっており、阪神だけでなく球界を知り尽くす長。また、齢70を超えながら、現在でも体を鍛えており、現役選手さながらの肉体を保っている。
パリス・ヒルトン
外野手、右投左打、背番号12。
ベースを覆うほどの極端なクラウチングスタイルが特徴の助っ人。初登板の風児からホームランを放ち、プロの洗礼を浴びせた。
松竹 幸三（まつたけ こうぞう）
一塁手、右投左打、背番号41。
阪神の5番打者。極度のスランプに苦しんでいたが、これが結果として、江神の4番への覚醒を促すこととなった。

### その他
水面監督（みなもかんとく）
風児のリトル時代のチームの監督であり、直の父でもあった。直亡き後、風人の面倒を見ていた育ての親でもある。
杉山清貴（すぎやま きよたか）
風児の大学時代のチームメイトで、親友の一人。卒業後は「餃子のO将」（美女木店）なる店に就職し、たびたび近所の戸田に訪れ、風児を応援している。13年後、独立し、餃子チェーン店を企業して大成功を収める。
落合ヒロミ（おちあい ヒロミ）
スワローズファンの女子高生で、戸田に足を運ぶほどのファン。風児の腕の振りの違いを見抜いて指摘するなど、鋭い洞察力を持つ。ソフトボール部に所属していたが、試合中にチームメイトを怪我させてしまった罪悪感で、学校を休んでいる。後に清貴と結婚する。
吉岡 敏男（よしおか としお）
投手、右投、背番号34。
吉岡陶冶の叔父で、かつて大洋ホエールズでストッパーを務め、日本最速158キロ、通算150セーブを記録した名投手。死に至る病に侵されていたが、優勝争いということもあり、入院することなく最後までマウンドに上がり続けた後にこの世を去ったが、その生き様は陶冶に受け継がれた。